# منده (مجارستان)
مِنده (به مجاری:  Mende) یک شهرداری در مجارستان است که در ناحیه نادی‌کاتا واقع شده‌است. مند ۲۷٫۱۷ کیلومتر مربع مساحت دارد.